# Тони Брукс
Антъни Чарлз Стандиш Брукс (на английски: Charles Anthony Standish Brooks) е бивш британски пилот от Формула 1, роден в Дъкинфийлд, Чешир на 25 февруари 1932 година.

## Формула 1
Той е известен като „състезател стоматолог“. Участвал е в 39 старта във Формула 1. Дебютира на 14 юли 1956.
Брукс участва за първата победа за британски изработен автомобил в Световния шампионат през 1957 за Голямата награда на Великобритания на пистата Ейнтри, която той споделя със Сър Стърлинг Мос. Заедно с Мос, Брукс е считан за един от най-добрите пилоти, които никога не са ставали световни шампиони.
Брукс печели общо 6 състезания за Вануол и Ферари. Той кара и за БРМ но се оттегля в края на 1961 г.